# Louis Michel
Louis Michel (Tienen, 2 de setembro de 1947) é um político belga, que foi Ministro dos Negócios Estrangeiros de 1999 a 2004 e Comissário Europeu para o Desenvolvimento e Ajuda Humanitária na primeira Comissão Barroso, de 2004 a 2009. Desde 2009 é membro do Parlamento Europeu. Michel é uma figura proeminente do partido liberal francófono da Bélgica, o Mouvement Réformateur. É pai de Charles Michel, primeiro-ministro da Bélgica.
Iniciou a carreira política em 1967 como líder dos Jovens Liberais no distrito de Nivelles. Foi autarca de Jodoigne a partir de 1983. Por outro lado, e, 1980 tornou-se secretário-geral do Partido Reformista Liberal, chegando em 1982 a ser seu presidente, cargo que ocuparia até 1990 e de novo de 1995 a 1999.
Foi membro do Parlamento Federal Belga de 1978 a 2004, primeiro como deputado (até 1999) e os anos restantes como senador. Participou no governo de Guy Verhofstadt como Ministro dos Negócios Estrangeiros e vice-primeiro-ministro, até que em 2004 foi membro da Convenção Europeia e membro da Comissão Prodi em substituição de Philippe Busquin, e depois foi proposto como comissário belga na Comissão Barroso. Neste cargo Michel viu-se envolvido em polémica ao ocupar-se de modo particular de África, continente onde a presença colonial belga ainda hoje é um tema delicado, tendo algumas ligações com personalidades de República Democrática do Congo, em particular Joseph Kabila. Presentemente é Eurodeputado.